# Pop-up-Radweg

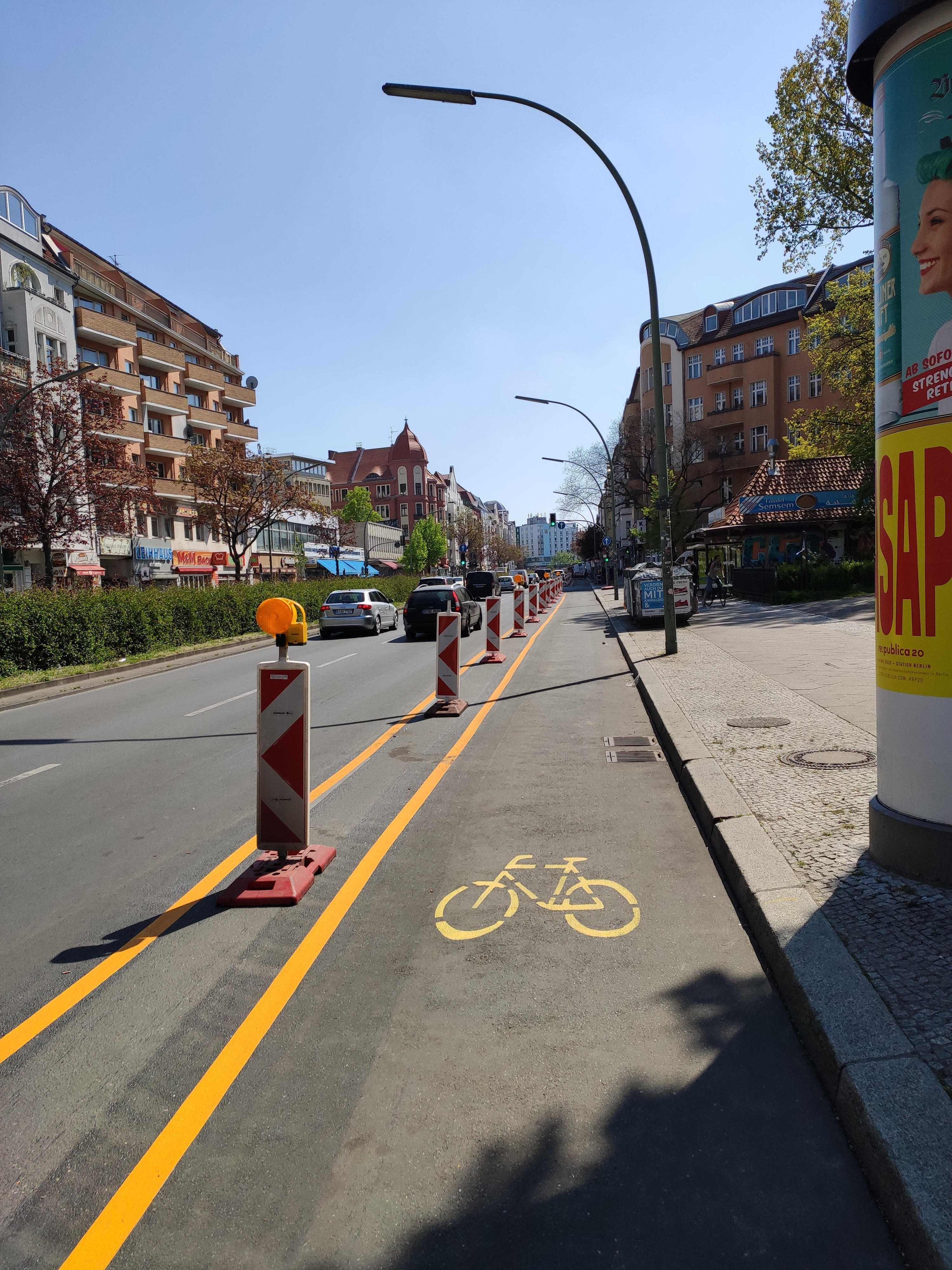
Pop-up-Radweg auf dem Kottbusser Damm in Berlin

Ein Pop-up-Radweg (zeitweise auch Corona-Radweg) ist ein kurzfristig eingerichteter Radweg, der in einer akuten Gefahren- oder Krisensituation, bei plötzlich veränderten Rahmenbedingungen im Straßenverkehr oder als Verkehrsversuch schnell für mehr Platz und Sicherheit im Radverkehr sorgen soll. Teilweise werden die neuen Radwege auch als ein Sprung in einer sich längerfristig vollziehenden Verkehrswende betrachtet.
Pop-up-Radwege wurden in den 2010er-Jahren in Nordamerika entwickelt und seitdem in verschiedenen Ländern erprobt. Während der COVID-19-Pandemie wurde das Konzept in mehreren Städten adaptiert und erweitert, wo die Pop-Up-Radwege ursprünglich als temporäre Radinfrastruktur für die Zeit während des ursächlichen Ereignisses gedacht waren. Die während der Pandemie angeordneten Radwege sollten Radfahrern dabei helfen, größere Abstände zueinander einhalten zu können, um das Infektionsrisiko mit dem SARS-CoV-2-Virus zu minimieren. Als weitere Gründe für Pop-up-Radwege während der Pandemie gelten eine Entlastung des öffentlichen Nahverkehrs, dessen Nutzung mit einem erhöhten Ansteckungsrisiko verbunden war, sowie die Förderung körperlicher Bewegung an frischer Luft und damit die Stärkung des Immunsystems.
Unterstützend wirkte, dass der Kfz-Verkehr während bestimmter Phasen der Pandemie teils sehr deutlich abgenommen hatte und insofern Flächen umgenutzt werden konnten.
Die in Deutschland meist mit gelben Linien und Baustellenbaken markierten Radwege werden in der Regel durch Umwidmung des rechten Fahrstreifens oder eines bisherigen Parkstreifens zum Radfahrstreifen eingerichtet. In Berlin beliefen sich die Kosten für einen Kilometer Pop-up-Radweg auf etwa 9500 Euro.

## Begriff
Mit der englischen Bezeichnung „pop-up“ werden Vorgänge bezeichnet, bei denen Dinge plötzlich aus dem Verborgenen hervortreten.
Die Wörter „Pop-up-Radweg“ und „Pop-up-Bikelane“ wurden von Sprachwissenschaftlern als zwei von tausend Begriffen aufgeführt, mit denen die COVID-19-Pandemie den Wortschatz der deutschen Sprache prägte und die das Leibniz-Institut für Deutsche Sprache im Dezember 2020 veröffentlichte.

## Entwicklung

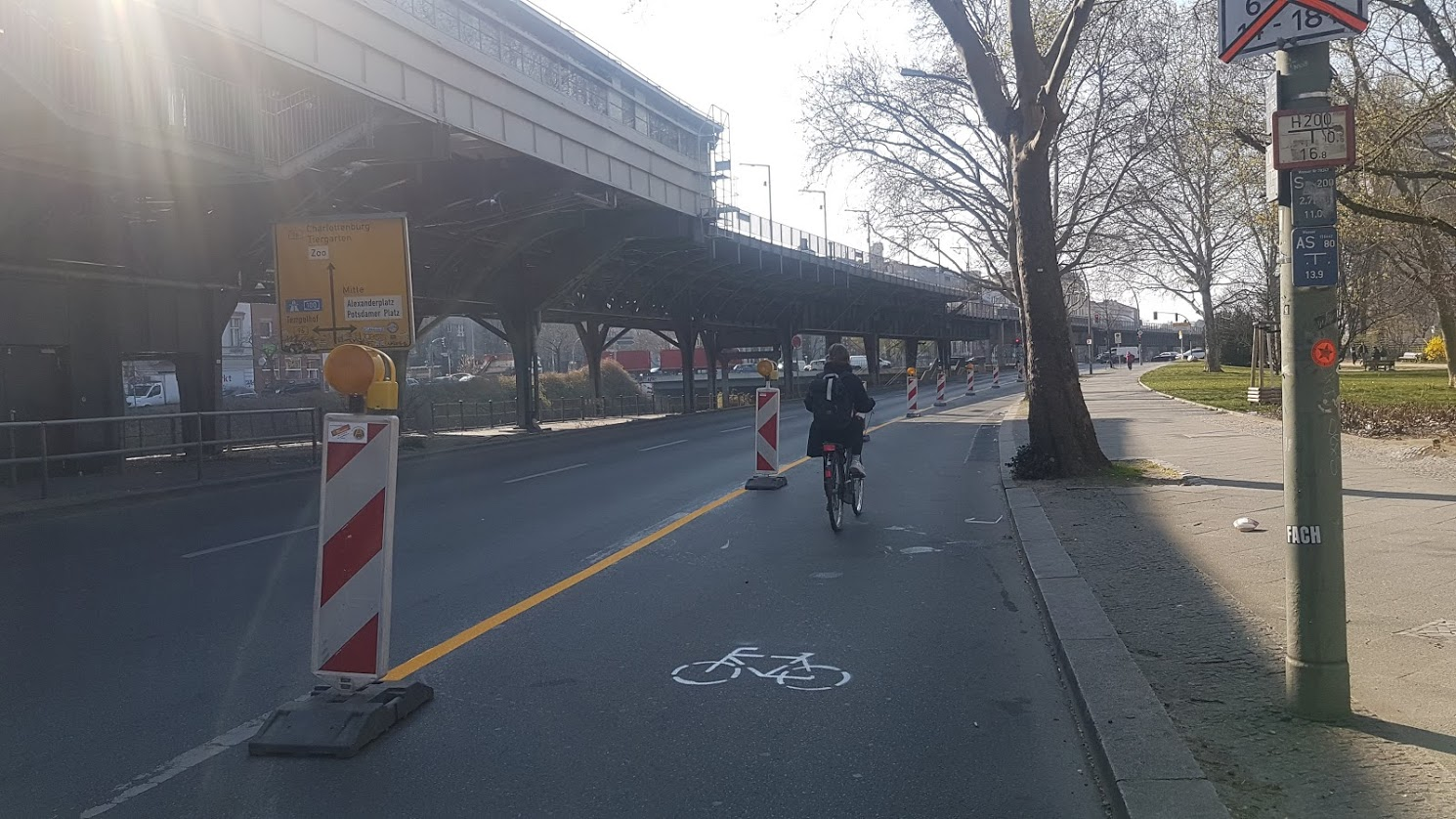
Erster Pop-up-Radweg in Berlin am Halleschen Ufer

Als Machbarkeitsstudien, zu Demonstrationszwecken oder zur temporären Kompensation eines kurzfristig erhöhten Radverkehrsaufkommens wurden „Pop-up-Bike-Lanes“ weltweit in verschiedenen Städten errichtet, unter anderem 2013 in Minneapolis (USA) und Denver (USA) sowie 2017 in Brisbane (Australien), Winnipeg (Kanada) und Hannover (Deutschland), dort aber nur zeitlich befristet während einer regelmäßig stattfindenden Veranstaltung.
Im Zuge der globalen COVID-19-Pandemie errichteten zahlreiche weitere Städte Pop-up-Radwege, um insbesondere Berufspendlern eine Alternative zum öffentlichen Personennahverkehr anzubieten. Beispielsweise startete die US-amerikanische Stadt New York Versuche mit kurzfristiger Radverkehrsinfrastruktur. Die COVID-19-Pandemie in Kolumbien führte dazu, dass zunächst in der dortigen Hauptstadt Bogotá kurzfristig auf insgesamt über hundert Kilometern auf Hauptverkehrsstraßen mehr Platz für den Radverkehr geschaffen wurde. Über die Maßnahme wurde international berichtet.
In Deutschland wurden Pop-up-Radwege zunächst im Berliner Bezirk Friedrichshain-Kreuzberg eingerichtet. Der erste Pop-up-Radweg in Berlin entstand am 25. März 2020 am Halleschen Ufer. Weitere folgten am Tempelhofer Ufer, in der Skalitzer und Gitschiner Straße, in der Lichtenberger und Petersburger Straße und am Kottbusser Damm. Später kündigte der Bezirk Mitte an, Pop-up-Radwege am Schöneberger Ufer zwischen Potsdamer Brücke und Flottwellstraße und in der Müllerstraße zwischen Seestraße und U-Bahnhof Wedding einzurichten, wobei letzterer erst 2023 umgesetzt wurde. Der bis dahin längste Berliner Pop-up-Radweg wurde mit einer Länge von 3,5 Kilometern in der Kantstraße im Bezirk Charlottenburg-Wilmersdorf angelegt.
Der Bezirk Pankow gab bekannt, einen Pop-up-Radweg auf der Danziger Straße zwischen der Prenzlauer Allee und der Danziger Straße 142 einzurichten und die Einrichtung eines weiteren Pop-up-Radwegs auf der Schönhauser Alle zwischen Schwedter Straße und Torstraße zu prüfen. Letzterer ist nicht als Pop-Up-Radweg umgesetzt worden, soll aber ab 2023 dauerhaft angelegt werden.
Die Pop-up-Radwege in Berlin wurden befristet bis 31. Mai 2020 angelegt, dann Ende 2020 verlängert, mit Überführung in eine permanente Radinfrastruktur entsprechend dem Berliner Mobilitätsgesetz.
Dies ist für die meisten der genannten Straßen inzwischen erfolgt.

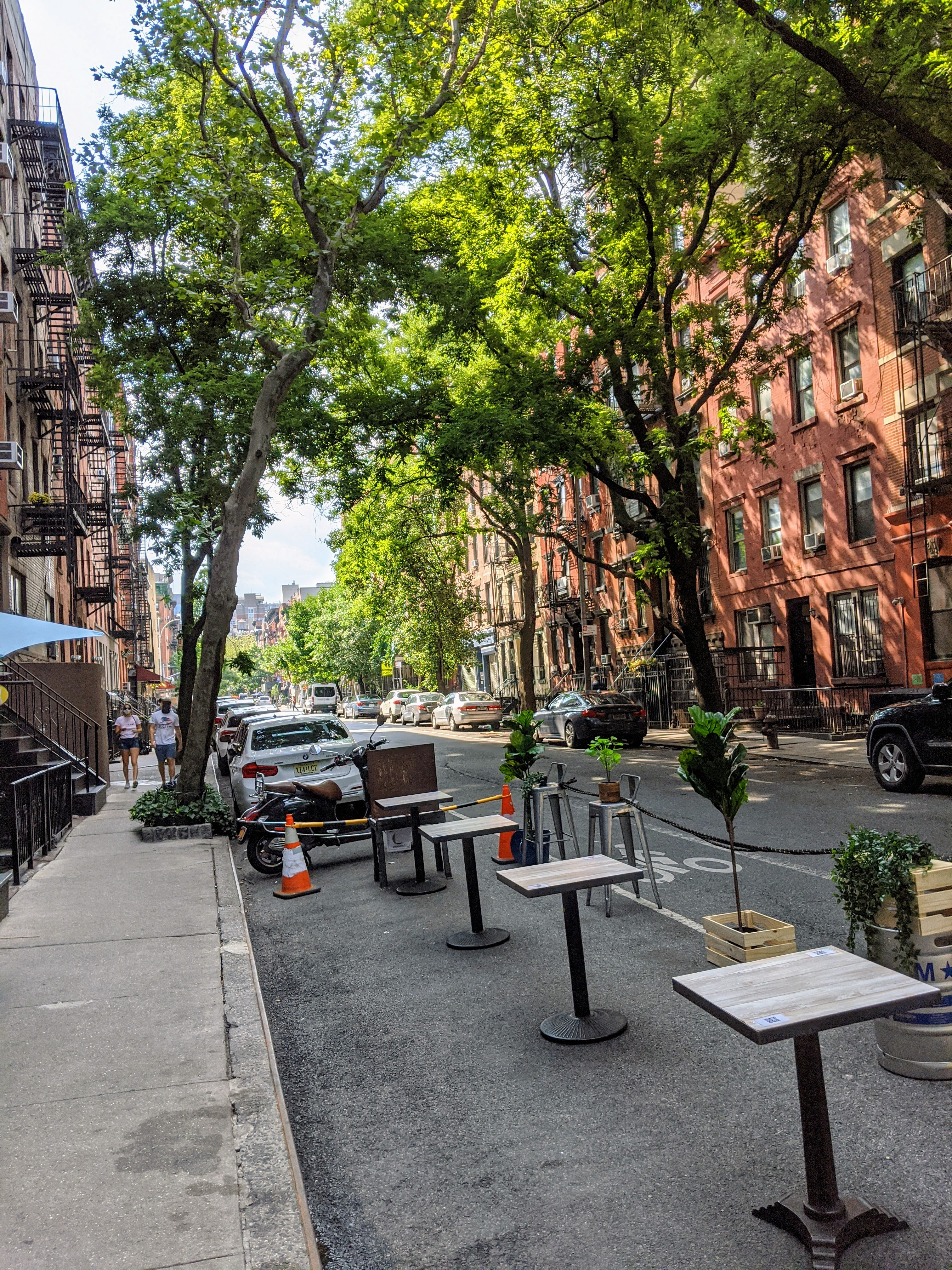
Der öffentliche Raum wird neu verteilt. Statt für den ruhenden Verkehr werden Flächen bspw. auch für Restaurants genutzt

Die Stadt Leipzig kündigte im Mai 2020 an, zur Entschärfung eines Unfallschwerpunktes auf der Jahnallee auf Höhe der Zeppelinbrücke temporäre Radfahrstreifen zu markieren, was inzwischen erfolgt ist und zur dauerhaften Lösung wird. Stuttgart begann nach Bürgerprotesten ebenfalls Pop-up-Radwege einzurichten. In München wurde im Juni der erste Pop-up-Radweg auf der Elisenstraße eingerichtet und mit ursprünglicher Befristung bis Oktober 2020 Pop-up-Radwege auf vier weiteren Straßen umgesetzt.
In Nürnberg ist nach Protesten und Petitionen ein erster etwa ein Kilometer langer Pop-Up-Radweg auf der Rothenburger Straße zwischen Bertha-von-Suttner-Straße und der Wredestraße in Planung. Er soll bis zur 2021 geplanten Eröffnung eines Fahrradschnellwegs in Richtung Zirndorf und Oberasbach als dessen Vorläufer dienen.
In Wien wurde im Zuge der COVID-19-Pandemie in Österreich am 7. Mai 2020 ein Pop-up-Radweg auf der Praterstraße eröffnet. Am 15. Mai wurde ein zweiter Pop-up-Radweg in der Wagramer Straße im Bezirk Donaustadt und am 1. Juni ein dritter Pop-up-Radweg von der Oberen Donaustraße über die Roßauer Brücke, die Türkenstraße und die gesamte Länge der Hörlgasse sowie die Straße des 8. Mai bis zur Universitätsstraße im Bezirk Alsergrund eingerichtet. Am 9. Juni erfolgte die Eröffnung eines vierten Pop-Up-Radwegs auf der Lassallestraße zwischen Venediger Au und Vorgartenstraße, der die Fortsetzung des ersten Pop-Up-Radwegs auf der Praterstraße bis hin zur Reichsbrücke darstellt.
Des Weiteren wurden Pop-up-Radwege in den Städten Budapest, Calgary, Mailand, Mexiko-Stadt, Minneapolis, Vancouver und Paris eingerichtet. Entsprechend den Pop-up-Radwegen existieren ähnliche Vorhaben und Forderungen für den Fußverkehr und für Busse.

## Konzeption am Beispiel Berlin
Provisorisch gestaltete Pop-up-Radwege, die später in dauerhafte Infrastruktur überführt werden sollen, bieten gegenüber direkt umgesetzten Bauplänen den Vorteil, dass die geschaffene Verkehrssituation zunächst in der Praxis getestet und eventuell auftretende Probleme nachgebessert werden können.
Die Konzeption von Pop-up-Radwegen zeichnet sich durch zügige Umsetzung und zeitlich reduzierte Planungsprozesse aus und wird in Berlin inzwischen anhand von Regelplänen umgesetzt. Durch das Berliner Mobilitätsgesetz gab es in Berlin allerdings bereits Vorplanungen zur Einrichtung von Radverkehrsanlagen an Hauptstraßen. Pop-up-Radwege auf Hauptstraßen werden in Berlin als gemeinsame Projekte des jeweiligen Bezirks als Baulastträger und auf Anordnung der Senatsverwaltung für Umwelt, Verkehr und Klimaschutz umgesetzt.
Das Bezirksamt Berlin Friedrichshain-Kreuzberg empfiehlt ein Konzept, nach dem Pop-up-Radwege von der Identifizierung der betroffenen Bereiche, über die Anhörung der zu beteiligenden Behörden, der Anordnung der Maßnahmen und der temporären Beschilderung bis hin zur Fertigstellung innerhalb von zehn Tagen und in elf Schritten eingerichtet werden können. Bei der Konzeption werden die folgenden vier Grundprinzipien angewendet:
- Verkehrstrennung: Über Markierungen hinausgehende physische Trennung von Fuß-, Rad- und Autoverkehr, die nach Möglichkeit nicht zum Einparken vom Autoverkehr überquert werden muss. Entsprechend liegen Parkstreifen entweder vor dem Pop-Up-Radweg, oder sie entfallen ganz.
- Verzeihende Infrastruktur: Infrastruktur, die Verletzungsrisiken bei Fehlverhalten minimiert, beispielsweise durch Sicherheitsabstände von den befahrenen Flächen und Einbauten oder zu Leitbaken oder die Verwendung von Separationselementen aus nachgebenden Materialien
- Vorhersehbarkeit: leicht verständliche und wenig komplexe Verkehrsführung
- Netzwerk-Ansatz: Einrichtung eines Verkehrsnetzes zur Entlastung einzelner Straßenabschnitte

Bei Straßen mit zwei Fahrstreifen in beide Richtungen wird der rechte Fahrstreifen inklusive einer Pufferzone zum fließenden motorisierten Verkehr vollständig als Radfahrstreifen separiert und vorhandene Beschilderung für den ruhenden Verkehr abgedeckt. Das Parken von Kraftfahrzeugen ist dann nicht mehr erlaubt und das Fahren sowohl für den Radverkehr als auch für den motorisierten Verkehr auf jeweils einem Fahrstreifen möglich. Bei Straßen mit zwei Fahrstreifen und einem zusätzlichen Parkstreifen in beide Richtungen, wird der rechte Fahrstreifen für den Radverkehr inklusive jeweils einer Pufferzone zum ruhenden und zum fließenden motorisierten Verkehr hin separiert und der Parkstreifen erhalten. Das Befahren der Straße ist dann für den motorisiertem Verkehr auf einem Streifen je Richtung möglich. Hierbei müssen Fahrzeuge beim Ein- und Ausparken allerdings den Radweg kreuzen, was dem oben genannten Grundsatz der Verkehrstrennung entgegensteht. Bei Straßen mit drei Fahrstreifen in jede Richtung, bei denen auf dem rechten Fahrstreifen geparkt werden darf, wird der rechte Fahrstreifen als Radfahrstreifen mit einer Pufferzone zum mittleren Fahrstreifen separiert und der mittlere Fahrstreifen als Parkstreifen ausgewiesen, sodass der fließende motorisierte Verkehr, der parkende Autos und der Radverkehr jeweils einen der vorherigen Fahrstreifen zur Verfügung gestellt bekommen.
An Kreuzungsbereichen mit Ampelanlage existieren mögliche Maßnahmen zum Schutz des geradeaus fahrenden oder rechts abbiegenden Radverkehrs vor dem rechtsabbiegenden motorisierten Verkehr. Dazu gehört die Schaffung einer temporären geschützten Kreuzung mit temporären Bordsteinausbauten oder alternativ Ampelphasen mit separaten, exklusiven Grünphasen für den Fußverkehr und den Radverkehr. Sollte das nicht möglich sein, wird empfohlen, die Grünphase für den Radverkehr vor der Grünphase für den motorisierten Verkehr zu schalten (Grünvorlauf).

## Rechtliche Betrachtung
Das der Errichtung von Pop-up-Radwegen zugrundeliegende Beschleunigungsgebot leitete sich in Deutschland von Verordnungen zur Eindämmung der COVID-19-Pandemie und darin genannter Mindestabstandsregelungen ab. In Berlin war dies die Verordnung über erforderliche Maßnahmen zur Eindämmung der Ausbreitung des neuartigen Coronavirus SARS-CoV-2 in Berlin (SARS-CoV-2-Eindämmungsmaßnahmenverordnung – SARS-CoV-2-EindmaßnV).
Zur Einrichtung von Radwegen ist in Deutschland eine straßenverkehrsbehördliche Anordnung erforderlich. Rechtliche Grundlage für die Umsetzung bildet § 45 Abs. 9 Satz 4 der Straßenverkehrsordnung. Die sachliche Zuständigkeit liegt dafür laut § 44 Abs. 1 Satz 1 StVO bei den Straßenverkehrsbehörden.
In Berlin ist dies nach Nr. 11 Abs. 3 des Zuständigkeitskatalogs zum Allgemeinen Sicherheits- und Ordnungsgesetz die Senatsverwaltung für Umwelt, Verkehr und Klimaschutz. Der jeweilige Bezirk ist als Baulastträger für die Umsetzung zuständig.
Die geplante Überführung der temporären Pop-up-Radwege in eine permanente Radverkehrsinfrastruktur richtet sich nach dem Berliner Mobilitätsgesetz. Dazu muss jedoch jeweils eine neue straßenverkehrsbehördliche Anordnung samt Anhörungsverfahren erfolgen. Die zuvor gelben Markierungen (nach VwV-StVO: „vorübergehend“ gültig, ohne Angaben zu Fristen) werden dann durch dauerhaft gültige weiße Markierungen ersetzt.

### Gutachten

#### Überprüfung durch die Wissenschaftlichen Dienste des Deutschen Bundestages
Nachdem FDP-Politiker die Rechtmäßigkeit der Pop-up-Radwege bezweifelt hatte, erstellten die Wissenschaftlichen Dienste des Deutschen Bundestages ein 13 Seiten umfassendes Gutachten (Expertise WD 7 – 3000 – 074/20), das am 29. Juni 2020 vorgelegt wurde. Demnach sei das Vorgehen bei der Einrichtung der Pop-up-Radwege, wie es in Berlin erfolgt ist, im Sinne der Straßenverkehrs-Ordnung nicht zu beanstanden, da laut Paragraph 45 bei einer Gefahrenlage Beschränkungen und Verbote für den fließenden Verkehr zur Anlage eines Radfahrstreifens angeordnet werden können. Dies sei bei zunehmendem Radverkehr mit nicht mehr hinreichenden Kapazitäten und einem damit einher gehenden erhöhten Unfallrisiko der Fall. Die von den Bundesländern angeordneten Abstandsregelungen zur Eindämmung der COVID-19-Pandemie können dabei ebenfalls als Kriterium eine Rolle spielen. Ferner bestünde laut des Gutachtens kein Begründungszwang für die Anordnung der Pop-up-Radwege und eine Anhörung von Bürgern sei nicht erforderlich. Ein Weiterbestehen der eingerichteten Pop-up-Radwege über den Ablauf der Frist zum Ende des Jahres 2020 hinaus sei aufgrund des Sichtbarkeitsgrundsatzes möglich.

#### Gutachten der Deutschen Umwelthilfe
Ein Gutachten, das von der Deutschen Umwelthilfe in Auftrag gegeben und von der Kanzlei Geulen & Klinger durchgeführt wurde, kam zu dem Ergebnis, dass derartige Maßnahmen auch unabhängig von infektionsschutzrechtlichen Erwägungen zulässig seien.

### Gerichtsurteile
Im September 2020 gab die 11. Kammer des Berliner Verwaltungsgerichts einem Eilantrag des AfD-Abgeordneten Frank Scholtysek gegen acht Pop-up-Radwege statt. Die Senatsverwaltung für Umwelt, Verkehr und Klimaschutz war daraufhin beim Oberverwaltungsgericht mit einer Beschwerde erfolgreich und konnte mit einer Eilentscheidung deren aufschiebende Wirkung erzielen. Der Beschluss vom 6. Oktober 2020 (Aktenzeichen OVG 1 S 116/20) ist unanfechtbar. Am 6. Januar 2021 bestätigte das Oberverwaltungsgericht Berlin-Brandenburg seine Eilentscheidung vom Oktober und hob den Beschluss des Verwaltungsgerichts Berlin auf, mit der Begründung, dass die Senatsverwaltung im Beschwerdeverfahren die notwendigen Unterlagen vorgelegt habe, um die Einführung der Pop-up-Radwege zu begründen. Die Pop-up-Radwege in Berlin müssen damit nicht zurückgebaut werden. Scholtysek zog die Klage im Februar 2021 zurück, da er keine Aussicht auf Erfolg mehr sehe.

### Versammlungsrecht
Für Bürger ist es möglich, eine Versammlung unter freiem Himmel auf einem Fahrstreifen anzumelden, um für die Einrichtung eines Pop-up-Radwegs zu demonstrieren. Die Versammlungsbehörde muss den Bereich mit Leitkegeln sichern, die mindestens 50 Zentimeter Höhe aufweisen und im Abstand von höchstens 5,00 Metern zueinander stehen. Da es sich bei der Verkehrssicherung um eine hoheitliche Aufgabe handelt, kann diese Maßnahme nicht auf den Anmelder übertragen werden. Für den Zeitraum der Versammlung entsteht so de facto ein Pop-up-Radweg.

## Auswirkungen auf den Verkehr
Der Radverkehr hat hingegen in der Regel sehr deutlich zugenommen, was allerdings in der Tendenz bei zahlreichen anderen Verbesserungen in der Radverkehrs-Infrastruktur ebenfalls nachzuweisen ist. Laut Auswertungen der Senatsverwaltung für Umwelt, Verkehr und Klimaschutz habe sich der Kfz-Verkehr auf einigen Berliner Straßen, auf denen Pop-up-Radwege eingerichtet worden waren, nur unwesentlich verändert.
Mit der Auswertung von Daten von 736 Zählstationen aus 106 europäischen Städten, kam eine Studie des Mercator Research Institute on Global Commons and Climate Change zu dem Ergebnis, dass im Erhebungszeitraum März bis Juli 2020 in Städten mit Pop-up-Radwegen 11 bis 48 Prozent mehr Radfahrende unterwegs waren.
Eine Auswertung von Daten des sozialen Netzwerks Strava ergab, dass die Pop-up-Radwege zu einer deutlichen Zunahme des Radverkehrs führten. So war der Radverkehr in Berlin im Juli verglichen mit dem gleichen Monat des Vorjahres beispielsweise auf der Kantstraße um 260 Prozent gestiegen, auf dem Kottbusser Damm um 200 Prozent und auf der Petersburger Straße um 140 Prozent.
Da die Anzahl der Fahrstreifen für Kraftfahrzeuge durch Pop-Up-Radwege verringert wird, ergeben sich teilweise Verschlechterungen für den ÖPNV, da Busse ebenso wie PKWs im Stau stehen und sich die Fahrzeit verlängert, so dass Fahrplananpassungen notwendig sind, z. B. auf der Kantstraße in Berlin.
Nach einer Auswertung der Berliner Pop-up-Radwege mittels GPS-Signalen des Navigationsgeräteherstellers TomTom für die Berliner Morgenpost führen die Radwege zumindest kurzfristig zu weniger Autoverkehr auf den jeweiligen Strecken, was aus einem Rückgang der GPS-Messungen um etwa 50 Prozent geschlussfolgert wurde. Zudem hätten sich die Pop-up-Radwege zunächst auf die Geschwindigkeit des Kfz-Verkehrs ausgewirkt. Je nach Straße sei das Vorankommen mit dem Auto einige Zeit nach deren Einrichtung teils schneller und teils langsamer möglich als zuvor. Auf den meisten Strecken seien die Fahrzeiten gestiegen und die Durchschnittsgeschwindigkeit gesunken. Beispielsweise sei die durchschnittliche Fahrzeit auf der 3,6 Kilometer langen Kantstraße von etwa elf Minuten auf etwa zwölf Minuten gestiegen. Am Schöneberger Ufer würden auf den etwa 800 Metern neben dem Pop-up-Radweg mit dem Auto durchschnittlich vier Minuten statt wie bisher 2,45 Minuten benötigt. Auf der Danziger Straße würde der Autoverkehr schneller vorankommen als zuvor.

## Auswirkungen auf die Luftqualität
Das Institute for Advanced Sustainability Studies führte anhand mobiler Messungen in unmittelbarer Nähe zum Verkehr unter anderem an dem Pop-up-Radweg am Kottbusser Damm in Berlin-Kreuzberg eine Untersuchung durch, um herauszufinden wie sich die veränderte Verkehrsinfrastruktur auf die Luftqualität und Schadstoffbelastung auswirkt. Dabei wurde nach der Einrichtung des Pop-up-Radwegs eine Verringerung der Belastung mit Luftschadstoffen um 22 Prozent festgestellt. Nur an weiter entfernten Messstationen wurden keine bedeutenden Unterschiede festgestellt.

## Politische Debatte in Deutschland
Die Einrichtung von Pop-up-Radwegen in Berlin durch den rot-rot-grünen Senat wurde von Radverkehrsverbänden wie dem ADFC und den Verbänden um die Initiative Volksentscheid Fahrrad gelobt und in den sozialen Medien überwiegend positiv aufgenommen. Der Landesverband Berlin-Brandenburg des ADAC kritisierte die Maßnahme und sagte, der Senat würde eine Notsituation ausnutzen, um Partikularinteressen zu verfolgen. Aus CDU und FDP kamen ebenfalls Vorwürfe an den Senat, die Pandemie für die Verkehrswende zu instrumentalisieren. In dem neuen Verkehrskonzept der Berliner CDU, das sie im Juni 2020 vorstellte, bezeichnet die Partei den Bau der Radwege als „Pop-up-Aktionismus“. Die AfD sprach von „linksgrüner Autohasserpolitik“ und verwies auf einen Rückgang der Zahl der Fahrradfahrer im Vergleich zum Vorjahr. Der ADFC erklärte dagegen, dass die Anzahl der zurückgelegten Wege in der Corona-Krise insgesamt zurückgegangen sei und Auswertungen der Verkehrsinformationszentrale und des ÖPNV zeigten, „dass das bei Autoverkehr, Bussen und Bahnen weit drastischer der Fall sei als beim Radverkehr.“ Der AfD-Abgeordnete Frank Scholtysek bezeichnete die Pop-up-Radwege als rechtswidrig und reichte eine Klage gegen die Senatsverwaltung ein. Durch die Radwege würden nach seiner Auffassung „Kraftfahrern durch politische Willkür die Nutzung von Straßen verwehrt“. Nach einer Entscheidung des Oberverwaltungsgerichts Berlin-Brandenburg sind die Radwege „höchstwahrscheinlich rechtmäßig“. Am 6. Januar 2021 bestätigte das Oberverwaltungsgericht Berlin-Brandenburg seine Eilentscheidung vom Oktober 2020 und hob den Beschluss des Verwaltungsgerichts Berlin auf, mit der Begründung, dass die Senatsverwaltung im Beschwerdeverfahren die notwendigen Unterlagen vorgelegt habe, um die Einführung der Pop-up-Radwege zu begründen. Die Pop-up-Radwege in Berlin müssen damit nicht zurückgebaut werden.
Da weitere Städte in Deutschland zunächst keine temporären Radwege einrichten wollten, verschickte die Deutsche Umwelthilfe im Mai 2020 Anträge an 204 Stadtverwaltungen, woraufhin sich unter anderem die Städte Köln, Frankfurt am Main und Dresden mit der Option auseinandersetzen wollten. Nach einem neuen Gutachten, das eine Rechtmäßigkeit der Pop-up-Radwege feststellte, kündigte die Deutsche Umwelthilfe im Januar 2021 an, erneut Anträge in über 200 Städten zu stellen.
In mehreren Städten, darunter Stuttgart, veranstalteten Radfahrverbände Aktionen, mit denen sie die Einrichtung von Pop-up-Radwegen forderten.
Nachdem im Juni 2020 eine Radfahrerin, die von einem Pop-up-Radweg kommend, in Berlin auf der Kreuzung Petersburger Straße Ecke Mühsamstraße von einem rechts abbiegenden LKW-Fahrer getötet wurde, kritisierte der Leiter der Unfallforschung der Versicherer Siegfried Brockmann, dass Pop-up-Radwege allein keine sichere Lösung für die Kreuzungsbereiche als Hauptgefahrenstellen böten und somit Sicherheit vorgaukeln würden. Um hinreichende Sicherheit zu erreichen, müssten die Kreuzungen umgebaut und die Ampelschaltungen geändert werden. Brockmann kritisierte ferner die kurzfristige Einrichtung der Radwege ohne eine vorherige Messung der jeweiligen Verkehrsströme. Die Senatsverwaltung erwiderte darauf, dass die Polizei bei jeder Einrichtung eines Pop-up-Radwegs beteiligt worden sei, „um gemeinsam mit der Straßenverkehrsbehörde Sicherheitsaspekte der jeweiligen Örtlichkeit zu berücksichtigen“. Die Situation an Kreuzungen und Einmündungen würde sich durch die provisorischen Radfahrstreifen nur insofern ändern, als die Sichtbeziehungen jeweils deutlich besser würden.

### Umfragen
Innerhalb der Bevölkerung variieren die Zustimmungswerte zu Pop-up-Radwegen zwischen Radfahrern und Kraftfahrzeugführern. Im Rahmen einer Kurzstudie der Forschungsgruppe „Die Verkehrswende als sozial-ökologisches Real-EXPERIment“ an der Technischen Universität Berlin, bei der rund 1600 Menschen aus Berlin befragt wurden, sprachen sich fast 100 Prozent der Radfahrer für die Pop-up-Radwege aus und rund 80 Prozent der Autofahrer dagegen. In einer repräsentativen Online-Befragung des Bundesverkehrsministeriums von September 2020 bewerteten 70 Prozent der Menschen Pop-up-Radwege als positiv.
Eine Umfrage des ADAC unter Menschen aus Berlin ergab unüblich gegensätzliche Antworten und ließ somit auf eine gesellschaftliche Polarisierung beim Thema Pop-up-Radwege deuten. So gaben jeweils 23 Prozent der Befragten den Pop-up-Radwegen die Note 1 oder die Note 6.
Der ADFC Berlin befragte zwischen dem 4. Dezember 2020 und dem 18. Januar 2021 seine Neumitglieder zu den Pop-up-Radwegen. Knapp 330 Menschen beteiligten sich an der Befragung. Dabei gaben 75 Prozent an, die Pop-up-Radwege zu nutzen. 27 Prozent gaben an, ihre Alltagsrouten auf die Pop-up-Radwege umgestellt zu haben. Der Großteil der Befragten machte überwiegend positive Erfahrungen und wünschte sich weitere Pop-up-Radwege. Etwa 10 Prozent hielten die Pop-up-Radwege für gut, aber verbesserungswürdig. Knapp 90 Prozent gaben an, sich auf den Pop-up-Radwegen sicherer zu fühlen; 2,5 Prozent sagten, dem sei nicht so.

## Auszeichnungen
Die Pop-up-Radwege in Berlin Friedrichshain-Kreuzberg erhielten 2021 den 1. Platz in der Kategorie „Infrastruktur“ des Deutschen Fahrradpreises.

### Audio
- Fahrbahnen zu Radwegen – Unterwegs mit den Spurmachern, Deutschlandfunk Kultur vom 30. April 2020